# Oskar Sunnefeldt
Oskar Sunnefeldt (Mölndal, 21 de abril de 1998) es un jugador de balonmano sueco que juega de lateral izquierdo en el Frisch Auf Göppingen de la Bundesliga. Es internacional con la selección de balonmano de Suecia.
Su primer gran campeonato con la selección fue el Campeonato Mundial de Balonmano Masculino de 2021, donde su selección consiguió la medalla de plata.

## Palmarés

### Sävehof
- Liga sueca de balonmano masculino (1): 2019

### THW Kiel
- Liga de Alemania de balonmano (1): 2021

## Clubes
| Club                 | País      | Año         |
| -------------------- | --------- | ----------- |
| IK Sävehof           | Suecia    | 2016 - 2019 |
| SønderjyskE HB       | Dinamarca | 2019 - 2020 |
| THW Kiel             | Alemania  | 2020 - 2021 |
| SC DHfK Leipzig      | Alemania  | 2021 - 2024 |
| Frisch Auf Göppingen | Alemania  | 2024 - Act. |